# باشگاه فوتبال راینز پارک ویل
باشگاه فوتبال راینز پارک ویل (به انگلیسی: Raynes Park Vale Football Club) یک باشگاه فوتبال در شهر راینز پارک، کشور انگلستان است که در سال ۱۹۹۵ میلادی تأسیس شده است.